# Margarita Josifovna Aliger
Margarita Josifovna Aliger (rusko Маргари́та Ио́сифовна Алиге́р), ruska pisateljica, pesnica, prevajalka in novinarka, * 7. oktober (24. september, ruski koledar) 1915, Odesa, Ruski imperij (sedaj Ukrajina), † 1. avgust 1992, Mičurinec, Moskovska oblast, Rusija.
Aligerjeva je prevajala iz azerščine, ukrajinščine in drugih jezikov ZSSR.
Med drugo svetovno vojno je postala znana s pesmijo Zoja (Зоя), napisano leta 1942, in posvečeno Zoji Kosmodemjanski, partizanki, ki so jo Nemci leta 1941 obesili.

## Dela
- Rojstno leto (Год рождения) (1938),
- Zima tega leta (Зима этого года) (1938),
- Železniška proga (Железная дорога) (1939),
- Kamenje in trave (Камни и травы) (1940),
- Stihi in poeme,
- Spomini pogumnih (Памяти храбрых) (1942),
- Lirika (Лирика (1943),
- Iz dnevnika,
- Pesmi.